# 알리베크 바시카예프
알리베크 알리코비치 바시카예프(러시아어: Алибе́к Али́кович Башкаев, 1989년 11월 16일~)는 러시아의 전직 유도 선수로 2008년 하계 올림픽 남자 하프미들급에 참가했다.